# Lublin
Lublin (pronunțat în polonezăⓘ) este cel mai mare oraș din Polonia de est și capitala voievodatului Lublin. 
Se află lângă Bystrzyca[*], la o altitudine de 163 m deasupra nivelului mării. Are o suprafață de 147,5 km². Populația este de 334.681 locuitori, determinată în 31 martie 2021, prin recensământul polonez din 2021[*].

## Istoric
Primele așezări permanente în zona Lublinului de astăzi datează de la începutul Evulului Mediu, potrivit descoperirilor arheologice. Cea mai veche așezare pare a fi datată din secolul al VI-lea și ea se găsea pe un deal din suburbia Czwartek. Se pare că și centrul vechi al orașului datează din aceeași perioadă. În secolele al X-lea și al XI-lea așezarea de pe dealul Czwartek a devenit un centru important de comerț. Localizarea Lublinului la granița estică a Poloniei i-a oferit orașului și o importanță militară semnificativă. Prima fortăreață ridicată în scop militar datează din secolul al VIII-lea, în apropierea castelului de astăzi, iar din secolul al X-lea s-au descoperit numeroase altele. O dată cu mărirea spațiului castelului, dealul ce cuprindea orașul vechi a căpătat o importanță ce a pus în umbră vechea așezare  de pe dealul Czwartek.  Aici era sediul unui castelan, pentru prima dată menționat în anul 1224, iar cel mai vechi document istoric în care se menționează existența Lublinului datează din 1198.
Orașul a fost deseori ținta atacurilor tătarilor, rutenilor și lituanienilor și a fost distrus de câteva ori. A căpătat statutul de oraș în 1317. Cazimir cel Mare, apreciind importanța strategică a orașului, a construit aici un castel zidit în 1341 și a înconjurat orașul cu ziduri de apărare.
În 1392 orașul a căpătat privilegii comerciale din partea regelui Vladislav al II-lea al Poloniei și, în urma păcii încheiate între Polonia și Lituania, a devenit un mare centru comercial, aici având loc o mare parte dintre schimburile economice polono-lituaniene. În 1474 regiunea din jurul orașului Lublin a fost stabilită drept voievodatul Lublin. În secolele al XV-lea  și al XVI-lea orașul s-a dezvoltat rapid, devenind cel mai important centru economic din Uniunea polono-lituaniană. În secolul al XVI-lea parlamentul nobililor (sejm) s-a întrunit de câteva ori în Lublin. Pe 26 iunie 1569 aici s-a proclamat Uniunea statală polono-lituanuiană, numită în mod oficial "Republica celor două națiuni" ori "Federația celor două națiuni" (în limba poloneză: Rzeczpospolita Obojga Narodów; în limba lituaniană: Žečpospolita ori Abiejų tautų respublika, prin care Polonia și Lituania deveneau un singur stat.
Câțiva artiști și scriitori din perioada Renașterii au trăit și lucrat în Lublin, printre care Sebastian Klonowic și Jan Kochanowski, care a murit aici, în 1584. În 1578 a fost înființat în oraș Tribunalul Coroanei, care era cea mai importantă curte de justiție din  regiunea numită Polonia Mică.
În a doua jumătate a secolului al XVI-lea își face simțită prezența Reforma protestantă, în oraș înființându-se o puternică comunitate protestantă. De asemenea, comunitatea evreiască din Lublin era foarte importantă numeric, fiind depășită din acest punct de vedere doar de comunitățile din Cracovia și Lvov. Înainte de Holocaustul din al doilea război mondial evreii formau aproape o jumătate din populația orașului.

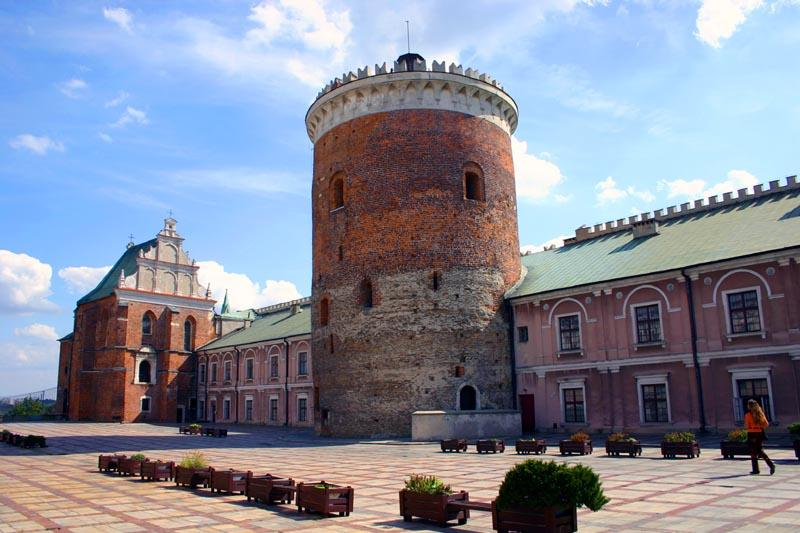
Castelul Lublin

În secolul al XVII-lea orașul intră în declin din cauza invaziei suedeze din timpul războaielor nordice. După cea de-a treia dintre împărțirile Poloniei, în 1795 Lublin devine parte componentă a imperiului habsburgic, iar din 1809, a ducatului Varșoviei întemeiat de Napoleon. Din 1815 Lublin face parte din Polonia Congresului, dependentă de Rusia. La începutul secolului al XIX-lea au loc mai multe acțiuni de modernizare a orașului, construindu-se noi piețe, străzi și clădiri moderne. În 1877 s-a construit o cale ferată care lega Varșovia de Kovel, fapt ce a dus la dezvoltarea orașului. Populația a crescut rapid de la  28.900  de locuitori în 1873 la 50.150 în 1897.

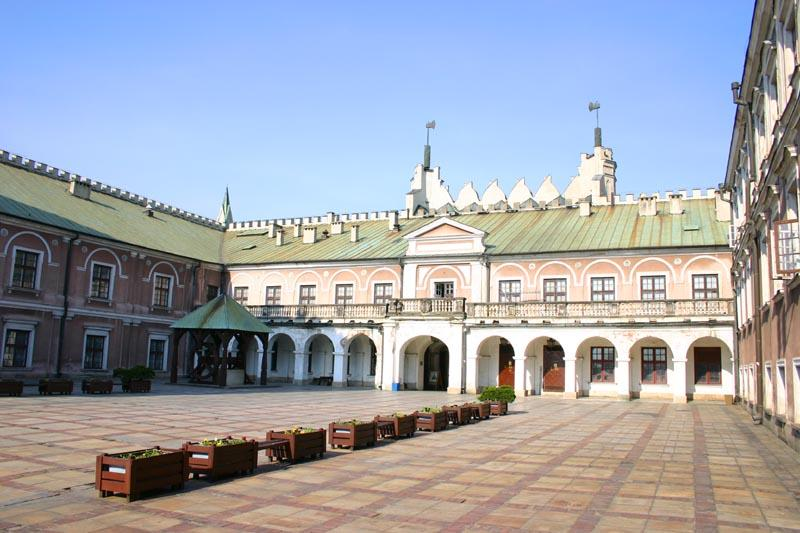
Castelul Lublin

Dominația rusească se încheie în 1915, când orașul a fost ocupat de armatele germane și austro-ungare. După înfrângerea Puterilor Centrale în 1918, aici s-a format și și-a avut sediul pentru scurt timp primul guvern polonez liber. În perioada interbelică orașul devine un important centru industrial, aici înființându-se prima fabrică de instrumente aviatice din Polonia. În 1918 se înființează Universitatea Catolică, singura universitate particulară din estul Europei care nu a fost desființată de comuniști. Orașul avea în perioada interbelică o importantă comunitate de evrei care alcătuiau cam 40% din populația totală a Lublinului.
După Invadarea Poloniei de Germania Nazistă în 1939, aici a avut loc o mare represiune împotriva localnicilor care au fost în mare parte deportați. Planul nazist era acela de a crește procentul populației germane de la 10-15% în 1939, la 20-25%. . 

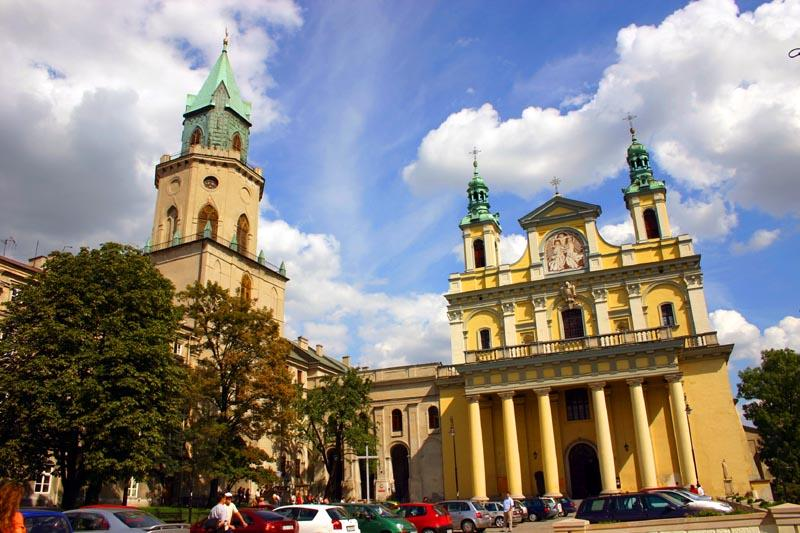
Turnul Trinitarian (Wieża Trynitarska) și catedrala catolică

Orașul a devenit cartierul general al Operațiunii Reinhardt, care se ocupa cu exterminarea evreilor din Polonia. Populația evreiască din Lublin a fost forțată să trăiască într-un ghetou din cartierul Podzamcze. Majoritatea populației de aici, aproximativ 26.000 de oameni, au fost deportați în  lagărul de concentrare de la Bełżec între 17 martie și 11 aprilie 1942. Cei rămași au fost mutați la Majdanek  considerat al doilea mare lagăr de exterminare, după cel de la Auschwitz. După război, dintre puținii evrei rămași, cei mai mulți au emigrat în Uniunea Sovietică, iar de aici în Israel, astăzi în oraș nemaifiind decât 30 de evrei.

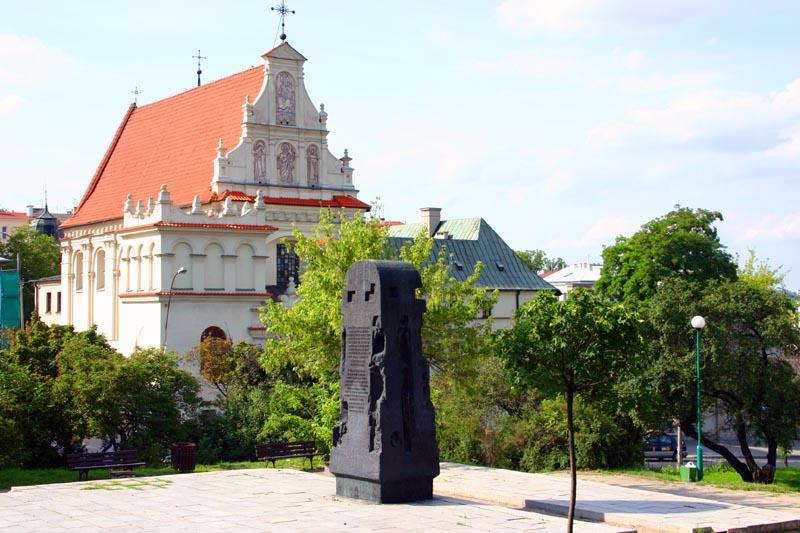
Memorialul Holocaustului din Lublin, cu biserica Carmelită în fundal

La 24 iulie 1944 orașul a fost ocupat de Armata Roșie și a devenit capitala unui guvern-marionetă controlat de sovietici, intitulat Comitetul Polonez de Eliberare Națională. Capitala a fost mutată la Varșovia în ianuarie 1945. În anii de după război Lublinul a continuat să se extindă, triplându-și populația și mărindu-și suprafața. Devine un important centru științific și de cercetare după înființarea Universității Maria Curie-Sklodowska. De asemenea, s-a deschis aici și o fabrică de automobile (Fabryka Samochodów Ciężarowych sau FSC).
În iulie 1980 muncitorii din Lublin și din împrejurimi (Świdnik) au început prima mare mișcare anticomunistă, care e considerată precursoarea cunoscutei mișcări Solidaritatea.
Mișcarea din iulie a durat două săptămâni și nu s-a soldat cu ciocniri violente, administrația comunistă făcând câteva concesii muncitorilor. Totuși, momentul acesta a putut genera un nou val de mișcări sindicale o lună mai târziu în regiunea Gdańsk în august 1980. 

## Economie
Regiunea Lublin se situa, înaintea aderării României și Bulgariei la Uniunea Europeană, pe ultimul loc în spațiul comunitar, din punctul de vedere al produsului intern brut pe cap de locuitor (mai precis, PIB-ul regional era de 32% din media UE a anului 2002). Standardul de viață al locuitorilor din oraș este vizibil mai ridicat decât al celor din regiunea înconjurătoare.

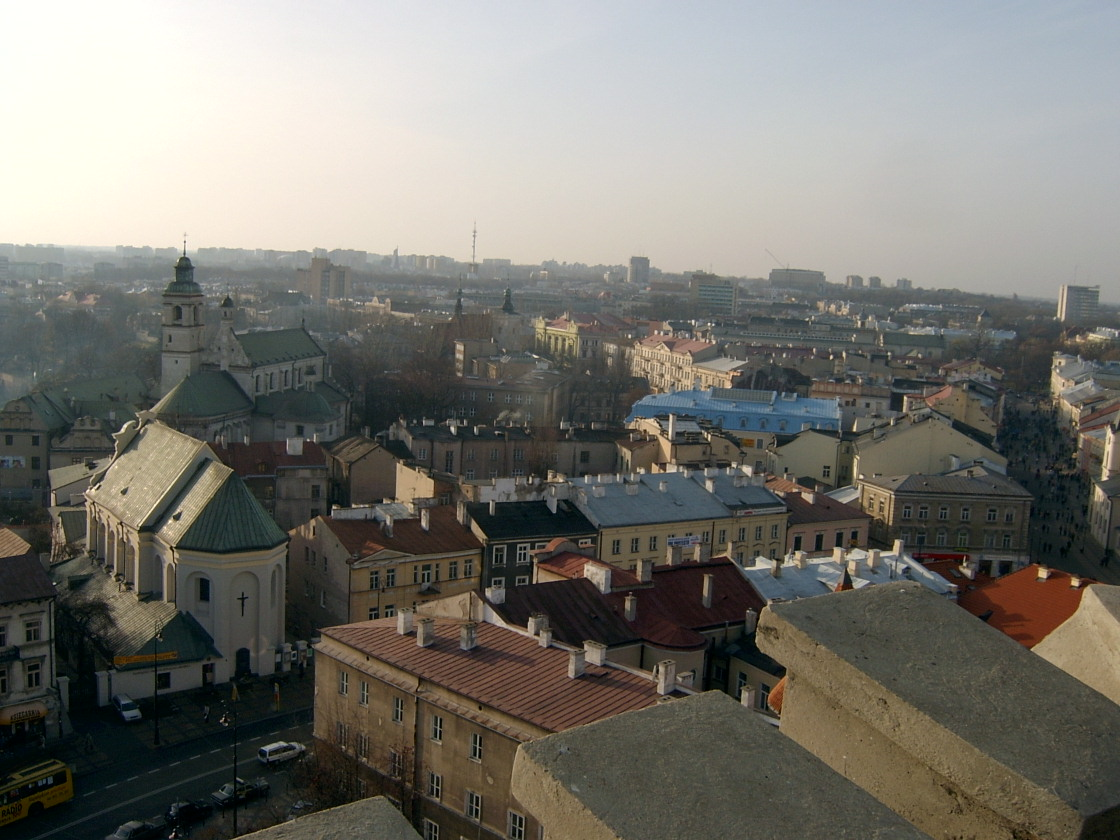
Lublin - vedere din Turnul Trinitarian (Wieża Trynitarska).

Fabricile ridicate în epoca comunistă sunt în general slab performante în noua economie de piață poloneză. Cea mai mare fabrică de autoturisme, Fabryka Samochodów Ciężarowych(FSC) părea a avea un viitor atunci când a fost cumpărată de grupul sud-coreean Daewoo, la începutul anilor 1990. Dar problemele financiare ale grupului Daewoo din 1998 au dus la falimentul fabricii.
Declinul Lublinului ca centru industrial regional este suplinit de dezvoltarea serviciilor, cel mai mare angajator fiind astăzi Universitatea Maria Curie-Sklodowska University (UMCS).
Din punct de vedere agricol, regiunea din jurul Lublinului este un important producător de hamei încă din epoca medievală, utilizat azi în prepararea berii prin fermentație în toată Europa centrală. Hameiul apare și pe stema orașului.

## Afaceri
Prețul terenurilor aici este considerabil mai mic decât cel din partea de vest a Poloniei. Însă regiunea Lublin beneficiază de fonduri foarte mari de dezvoltare de la Uniuniea Europeană -  Arhivat în 24 mai 2011, la Wayback Machine..
În septembrie 2007 primul ministru de atunci al Poloniei, Jarosław Kaczyński, a semnat un act prin care a creat un spațiu de 70 ha în jurul Lublinului, care încurajează dezvoltarea economică prin scutiri de taxe și alte avantaje.  Această zonă este parte a așa numitului “Park Mielec” – o arie de dezvoltare economică europeană -  Arhivat în 20 februarie 2021, la Wayback Machine.; [www.um.lublin.pl.] Până acum 13 mari companii au declarat că vor investi aici: Carrefour, Comarch, Safo, Asseco, Aliplast, Herbapol și Perła Browary Lubelskie -  Arhivat în 20 februarie 2021, la Wayback Machine.;  Arhivat în 18 august 2007, la Wayback Machine.. De asemenea, gigantul energetic Polska Grupa Energetyczna, care a construit prima centrală nucleară poloneză, își va avea birourile centrale aici.
Lublin Plaza este cel mai mare centru comercial din Lublin, acoperind 33.500 de metri pătrați și dispunând de un cinema multiplex și o galerie de artă - Gala. Investiții similare sunt în proiect, precum Park Felin (Felicity) și o nouă galerie între străzile Świętoduska și Lubartowska -  Arhivat în 9 octombrie 2008, la Wayback Machine..

## Educație
Lublin are o populație studențească de aproximativ 100.000 de persoane, fiind de aceea numit uneori “Oxfordul Poloniei” pentru cele 5 universități publice și alte câteva institute particulare de învățământ superior:  
- Universitatea Marie Curie-Sklodowska -  – http://www.umcs.lublin.pl/
- Academia de Medicină – http://www.am.lublin.pl/ Arhivat în 29 iunie 2017, la Wayback Machine.
- Academia Agricolă - – http://www.ar.lublin.pl/
- Universitatea Catolică  – http://www.kul.lublin.pl/
- Lubelska Szkoła Biznesu – http://www.lbs.pl/
- Politechnika Lubelska – http://www.pollub.pl/
- Wyższa Szkoła Ekonomii i Innowacji w Lublinie – http://www.wsei.lublin.pl/
- Wyższa Szkoła Nauk Społecznych z siedzibą w Lublinie – http://www.wsns.lublin.pl/
- Wyższa Szkoła Przedsiębiorczości i Administracji – http://www.wspa.lublin.pl/
- Wyższa Szkoła Społeczno-Przyrodnicza w Lublinie – http://www.wssp.edu.pl/

## Transporturi
Există trei drumuri zilnice către Cracovia și Varșovia, precum și către celelalte mari orașe ale Poloniei. Autobuzele pornesc din apropierea Castelului vechi și deservesc diferite regiuni ale orașului. Trenul rapid către Varșovia efectuează o călătorie în două ore și jumătate, de aici existând o linie directă de autobuz (10 minute) până la aeroportul internațional Frederic Chopin . Serviciul auto Polski Express asigură zilnic 7 transporturi directe din Lublin până la aeroportul din Varșovia, călătoria durând trei ore și jumătate (http://www.odleglosci.pl/mapa,polski,Lublin.html; http://www.rozklad.mortin.pl/lublin.html).

## Aeroport
Noul aeroport de la Świdnik, în apropiere de Lublin a fost deschis la sfârșitul anului 2012 beneficiind de fonduri masive de la Uniunea Europeană.

## Turism și agrement

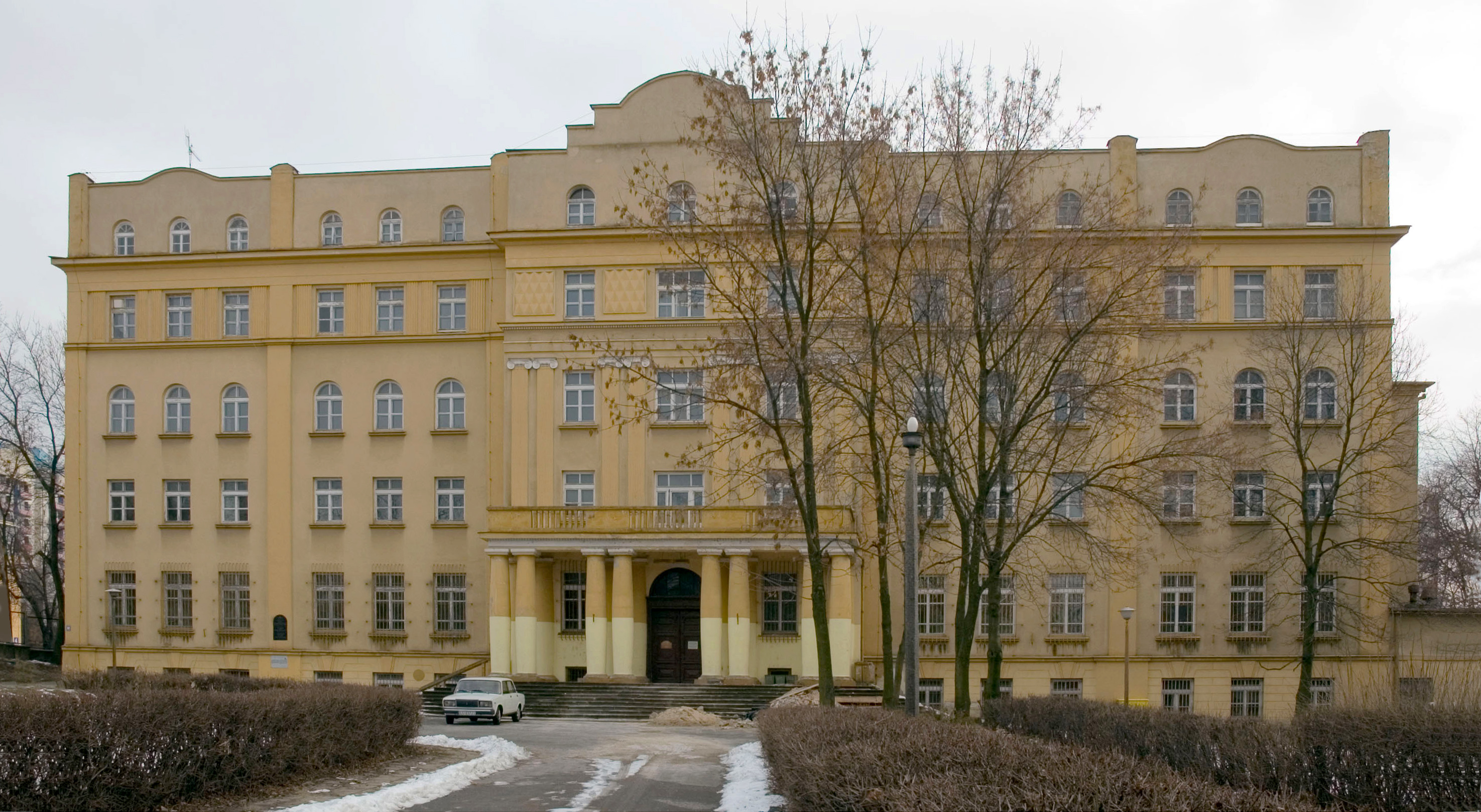
Chachmei Lublin Yeshiva

Resursele de agrement din Lublin sunt numeroase și relativ ieftine, în comparație cu cele din Varșovia. Numărul mare de studenți face ca să existe numeroase cluburi  - http://www.lsi.lublin.pl/de/deptak1.htm Arhivat în 21 noiembrie 2012, la Wayback Machine.. Cele mai cunoscute restaurante și cafenele sunt situate în orașul vechi, pe străzile Krakowskie Przedmiescie și Ulice Miasta - http://www.virtualtourist.com/travel/Europe/Poland/Wojewodztwo_Lubelskie/Lublin-486892/Restaurants-Lublin-BR-1.html.. Lublin are și două teatre, o filarmonică și mai multe muzee(www.teatr-osterwy.lublin.pl; www.galeria.pl/nominacja.htm; http://filharmonialubelska.pl/; http://zamek-lublin.pl/index.php?l=pl&r=1).
În Lublin se găsește o cunoscută școală de călărie (http://www.skj-poczernin.stadniny.pl/oferty/1140631942 Arhivat în 17 noiembrie 2007, la Wayback Machine.; http://www.turystyka.lubelskie.pl/index.php/lrt/page/888/ Arhivat în 15 decembrie 2007, la Wayback Machine.), precum și alte modalități de agrement: mai multe păduri unde sunt amenajate piste pentru bicicliști, precum și râul  Bystrzyca pe care se pot face plimbări cu caiacul (http://duch.mimuw.edu.pl/~abuczyns/rower/index.php?a=okolice_lublina Arhivat în 4 martie 2016, la Wayback Machine.; http://www.eko.lublin.pl/modules.php?name=News&file=article&sid=1672%5Bnefuncțională%5D).
Orașul vechi este considerat unul dintre cele mai atractive ale Poloniei. Dintre principalele obiective turistice, putem enumera vechea primărie, construită în stil clasic, tribunalul, Piața Mare, Catedrala catoliă, precum și Castelul Lublin. (http://www.lsi.lublin.pl/stm/stmia.htm Arhivat în 19 decembrie 2007, la Wayback Machine.; http://hucal-jacek.webpark.pl/galery_files/smiasto1.htm; http://www.lublin-art.pl/thumbnails.php?album=14 Arhivat în 10 ianuarie 2009, la Wayback Machine.).

## Sporturi

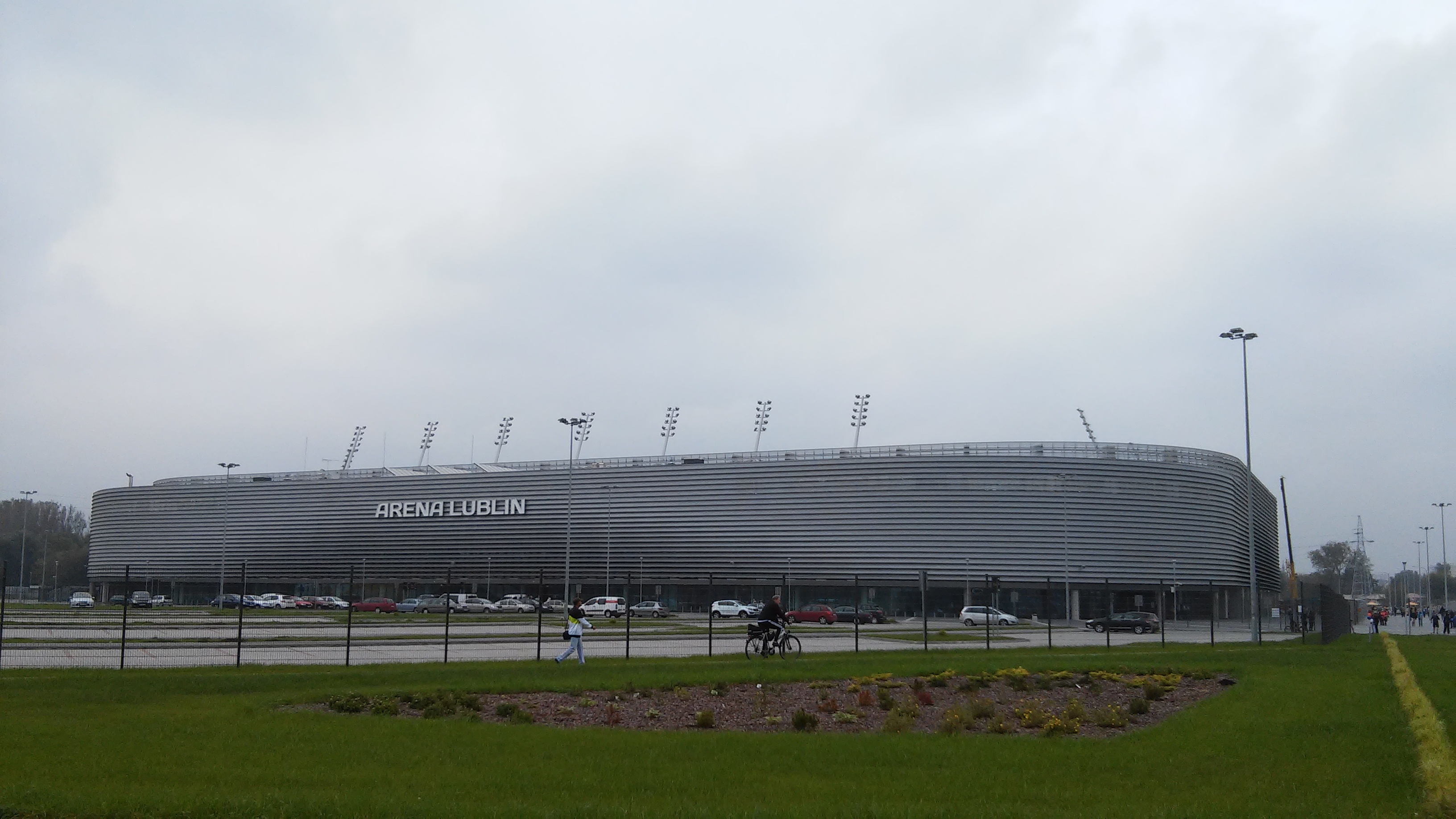
Arena Lublin

- Start Lublin - echipa masculină de baschet, a 12-a în Era Basket Liga în 2003–și în 2004.
- SPR Safo iCom Lublin (fostăBystrzyca Lublin) - echipă feminină de handbal -locul 2 în 2003&ndash și 2004 în liga poloneză și câștigătoare a cupei EHF în sezonul 2000/2001.
- Motor Lublin - echipă de fotbal în a doua ligă poloneză.
- Lublinianka - echipă de fotbal în a patra ligă poloneză.
- Budowlani Lublin - echipă de rugby.
- TŻ Lublin speedway - club în a doua ligă poloneză.
- LSKT- taekwondo club

## Persoane celebre

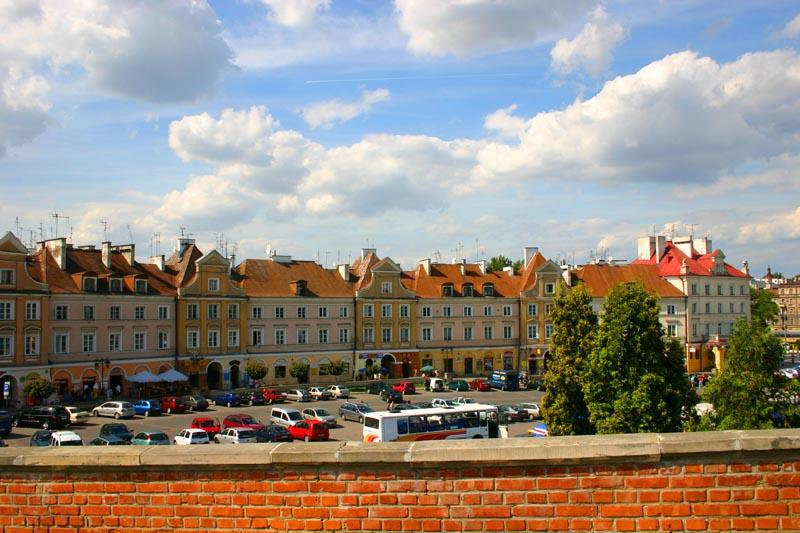
"Lublin Eye"

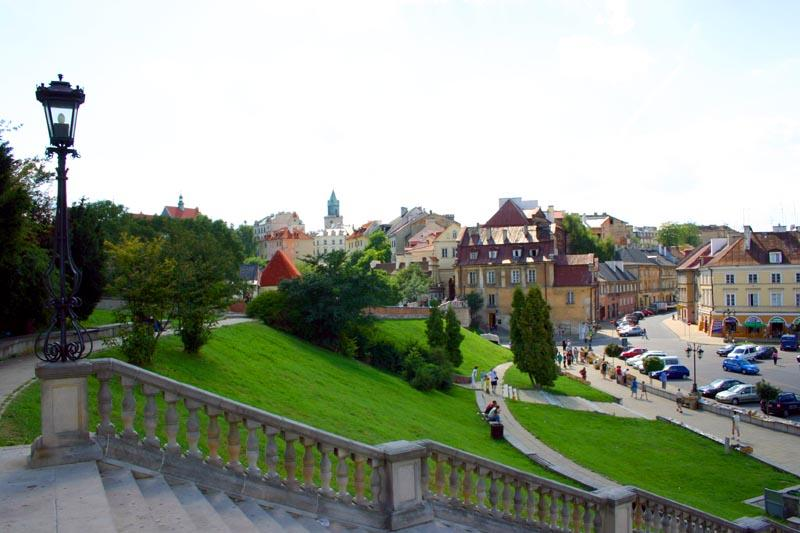
Orașul Vechi

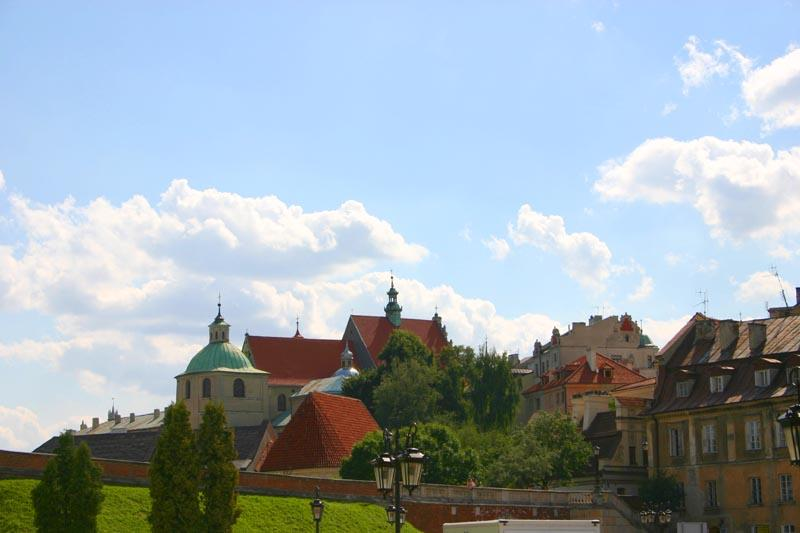
Orașul Vechi

- Biernat din Lublin (1465 - 1529), poet, medic;
- Rabbi Yaakov Yitzchak of Lublin⁠(d) (1745–1815) - "Vizionarul din Lublin";
- Stanisław Kostka Potocki (1755–1821);
- Stanisław Serwaczyński⁠(d) (1790–1859), violonist;
- Henryk Wieniawski (1835–1880), violonist;
- Felix Dudchievicz (1872 - 1932), om politic în Basarabia;
- Eugeniusz Eibisch (1896 - 1987), pictor;
- Anna Langfus (1920 - 1966), scriitoare franceză, supraviețuitoare a Holocaustului;
- Andrzej Markowski (1924 - 1986), compozitor, dirijor;
- Janusz Lewandowski (n. 1951), membru în Parlamentul European;
- Krzysztof Stanowski (n. 1959), activist social;
- Szczepan Sadurski (n. 1965), jurnalist, caricaturist;
- Jacek Bąk (n. 1973), fotbalist, căpitan al echipei Poloniei la Campionatul Mondial de Fotbal 2006).
- Magdalena Magiera (teoretician al educației și scriitoare)

## Orașe înfrățite
- Alcalá de Henares
- Debrecen
- Delmenhorst
- Erie
- Lancaster
- Münster
- Nancy
- Nykøbing Falster
- Pernik
- Panevėžys
- Rishon Le Zion
- Luhans'k
- Lutsk
- Lviv
- Starobielsk
- Viseu
- Windsor

## Galerie de imagini

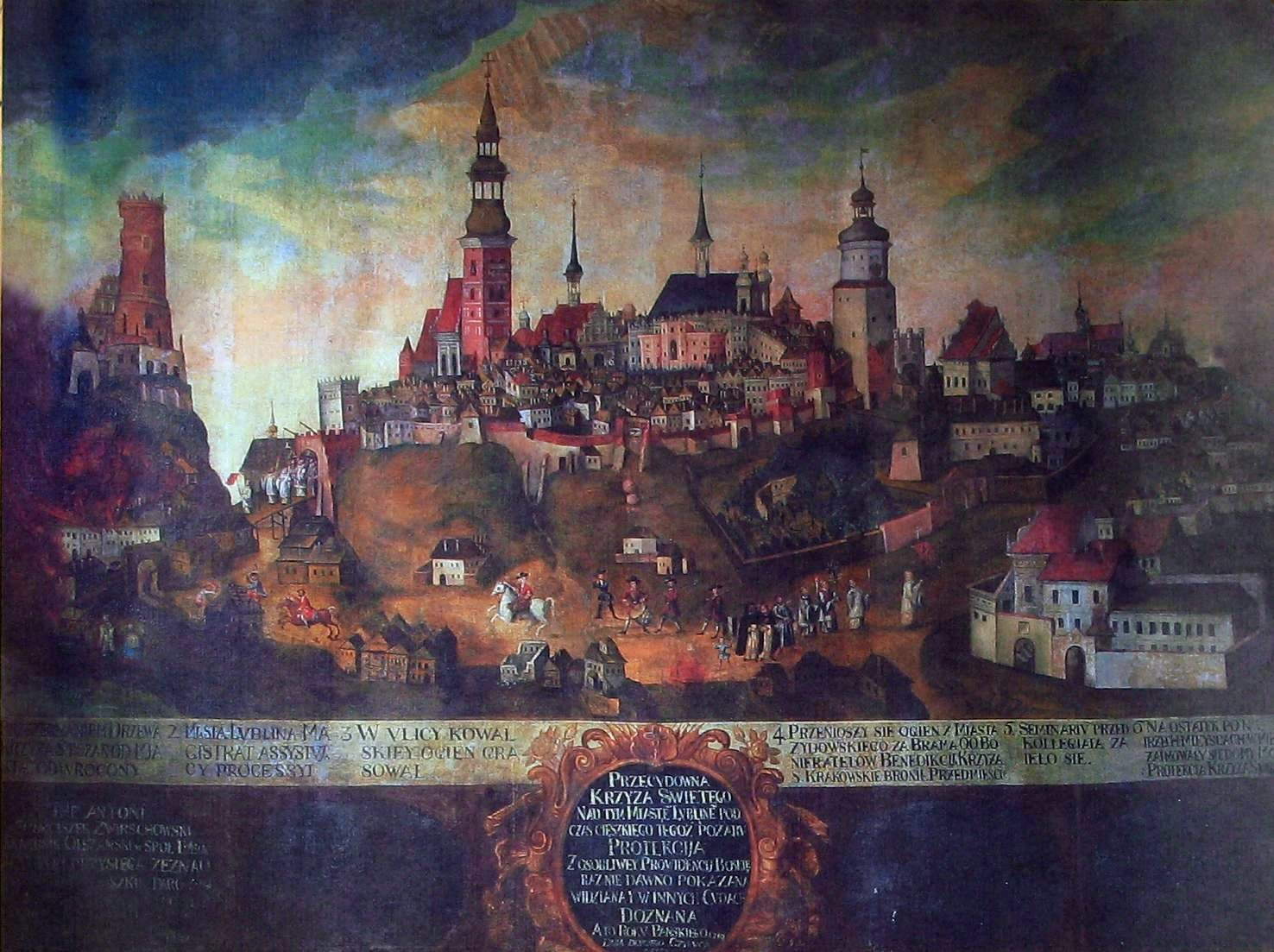
Incendiul din Lublin, 1719
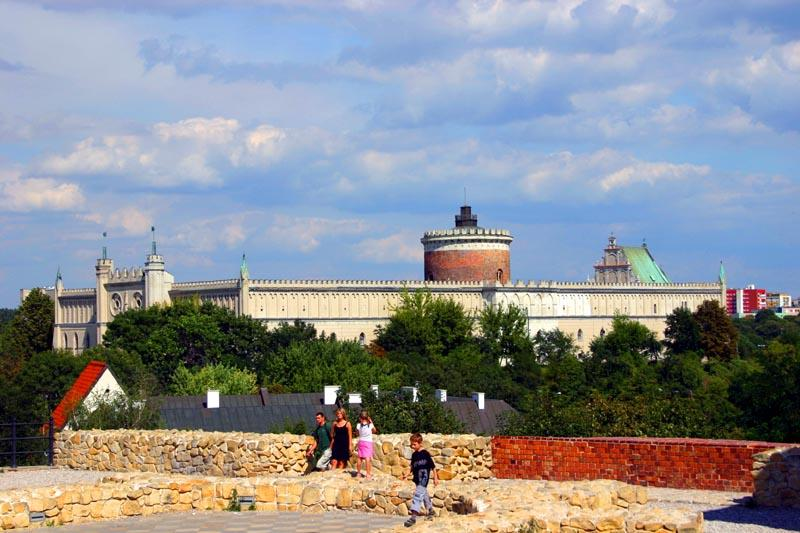
Castelul Lublin
Catedrala ortodoxă din Lublin
Catedrala ortodoxă din Lublin - serviciu liturgic
Castelul Lublin - curtea interioară
Catedrala ortodoxă din Lublin - Arhiepiscopul Abel în timpul Liturghiei
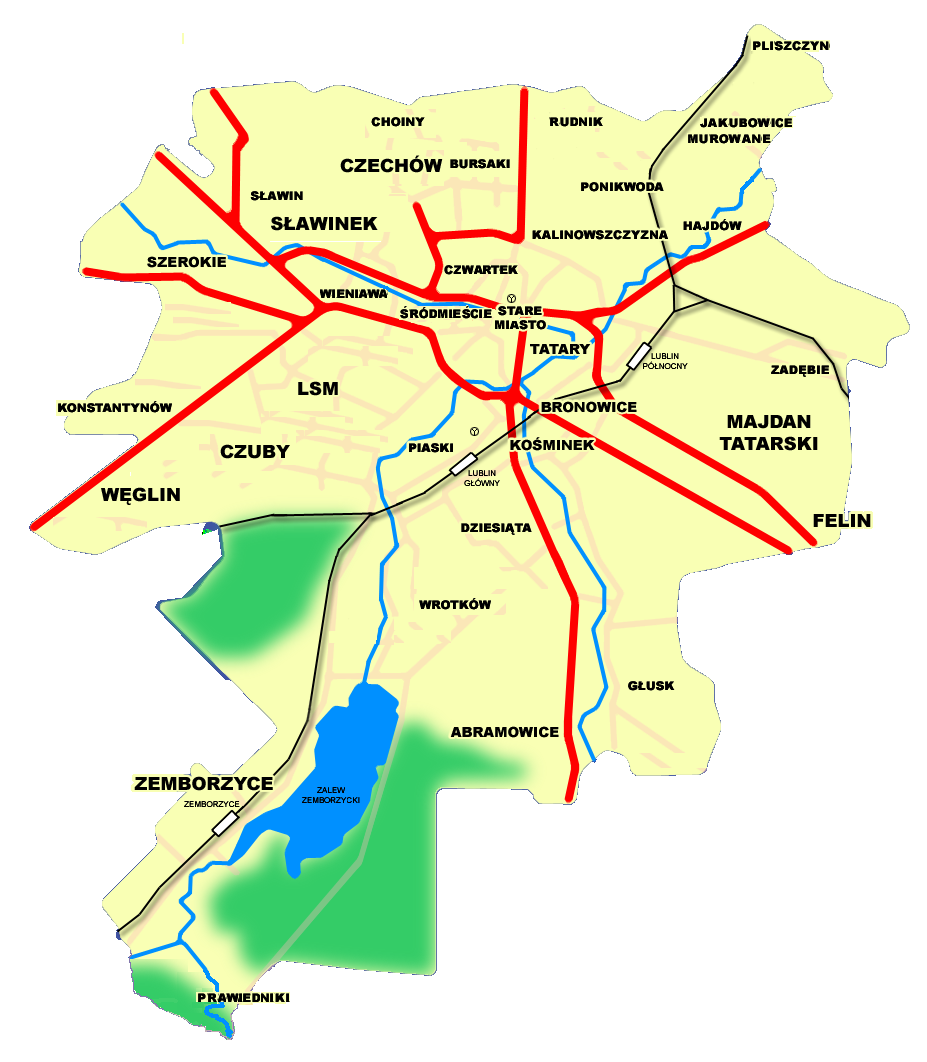
Districtele Lublinului
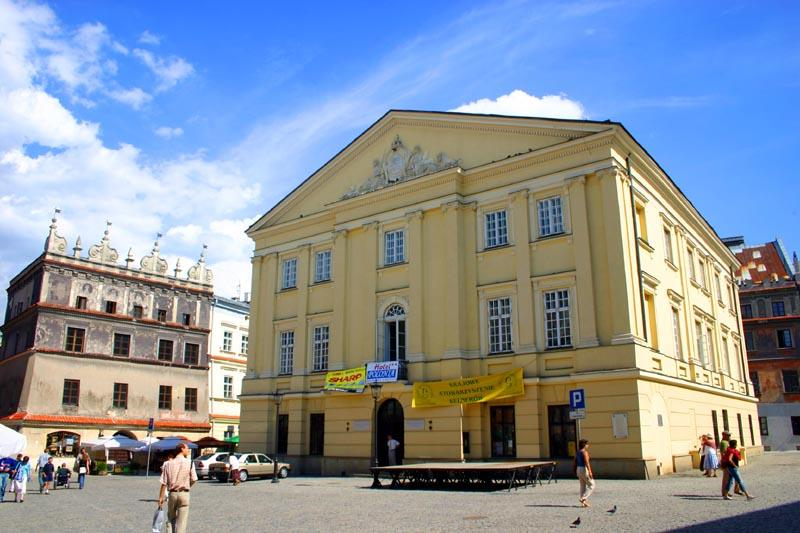
Tribunalul Coroanei din Lublin, în centul pieței principale din orașul vechi
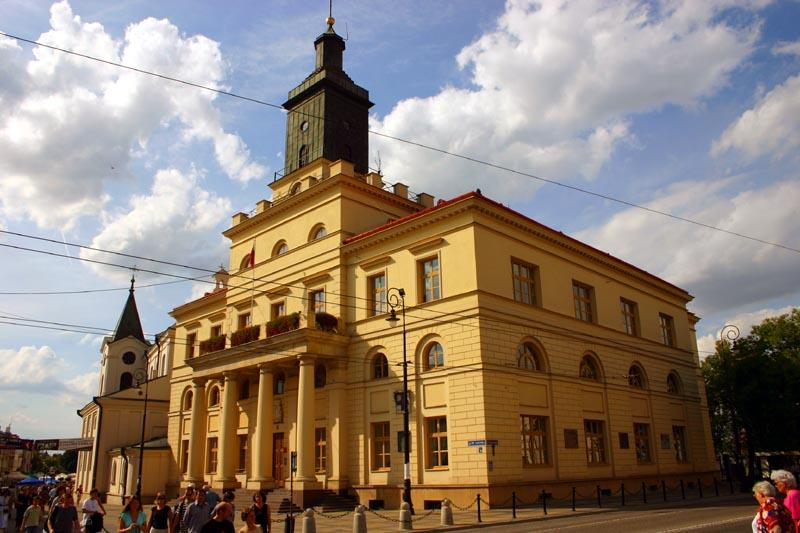
Primăria
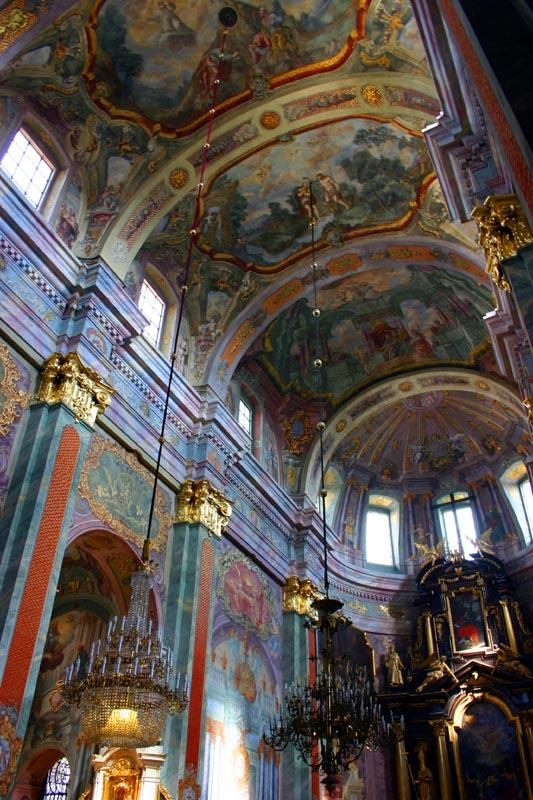
Catedrala catolică din Lublin